# 1975年鐵路
此條目列出1975年發生有關鐵路運輸的事件。

## 事件

### 2月
- 2月28日：發生沼澤門地鐵撞車事故，造成43人死亡[1]。

### 3月
- 3月10日：山陽新幹線全線通車，湖西線通車。
- 3月22日：靜岡鐵道清水市內線（日语：静岡鉄道清水市内線）停運。

### 4月
- 4月1日：越後交通、富山地方鐵道笹津線停運。
- 4月22日：列寧格勒地鐵（現為聖彼得堡地鐵）基洛夫－維堡線由列寧廣場站延長至科學院站。
- 4月23日：小田急電鐵多摩線延長至小田急多摩中心站。
- 4月26日：京濱急行電鐵久里濱線延長至三崎口站。

### 5月
- 5月6日：阪神電氣鐵道國道線及北大阪線及甲子園線停運。
- 5月10日：京葉貨物線通車。

### 6月
- 6月28日：漢灘江站啟用。

### 7月
- 7月6日：名古屋鐵道知多新線延長至知多奧田站。
- 7月19日：赫頓十字站啟用，是倫敦地鐵皮卡迪利線向倫敦希斯洛機場延長的第一步[2]。
- 7月26日：臺鐵北迴線由新城車站延長至花蓮車站。

### 8月
- 8月23日：哈爾科夫地鐵冷山－工廠線通車。
- 8月31日：三江北線與三江南線合併成一條路線三江線。

### 9月
- 9月15日：聖地牙哥地鐵1號線（英语：Santiago Metro Line 1）通車。
- 9月27日：約克的大英鐵路博物館開館。

### 10月
- 10月4日：倫敦地鐵北城市線關閉停運，準備交由英國全國鐵路營運。

### 11月
- 11月2日：西日本鐵道福岡市內線停運。
- 11月30日：九廣鐵路九龍車站啟用，尖沙咀車站停運。

### 12月
- 12月14日：日本國有鐵道開行最後一次蒸汽火車，以國鐵C57型蒸汽機關車（日语：国鉄C57形蒸気機関車）由室蘭站開往岩見澤站[3]。
- 12月29日：列寧格勒地鐵基洛夫－維堡線加設綜合技術站。